# Cesinów-Las
Cesinów-Las (prononciation : [t͡sɛˈɕinuf ˈlas]) est un village polonais de la gmina de Błędów dans le powiat de Grójec de la voïvodie de Mazovie dans le centre-est de la Pologne.

## Histoire
De 1975 à 1998, le village appartenait administrativement à la voïvodie de Radom.